# Freddie Oversteegen
Freddie Oversteegen (Haarlem, 6 de setembro de 1925 — 5 de setembro de 2018) foi uma combatente da resistência holandesa durante a Segunda Guerra Mundial, considerada heroína nacional. Ficou conhecida por seduzir nazistas em bares e depois assassiná-los.

## Biografia
Freddie nasceu em Haarlem,  perto de Amsterdã, em 1925. Ela e a família viviam em uma barcaça e eram pobres. Antes da guerra, a família chegou a dar abrigo para lituanos e a escondê-los das autoridades. Depois do divórcio dos pais, Freddie foi criada pela mãe, que a educou tendo como base os princípios comunistas. A família se mudou da barcaça para um pequeno apartamento. Posteriormente, sua mãe casou-se de novo e lhe deu um meio-irmão.

## Segunda Guerra Mundial
A família continuou as atividades subversivas durante a guerra, escondendo um casal judeu em seu apartamento. Freddie e a irmã mais velha, Truuss, começaram a distribuir panfletos anti-nazistas, o que acabou atraindo a atenção do conselho de resistência de Haarlem e seu comandante, Frans van der Wiel.
Com a permissão da mãe, as garotas se juntaram à resistência; Freddie tinha apenas 14 anos na época. Com a irmã e uma amiga, Hannie Schaft, Freddie começou a trabalhar em ações de sabotagem na presença militar nazista no país. Usando dinamite, elas explodiam pontes e linhas de trem. Aliadas às ações de sabotagem, elas ajudavam crianças judias, contrabandeando-as para fora do país e ajudando-as a escapar dos campos de concentração.
Juntas, Freddie, a irmã e a amiga Hannie também matavam soldados nazistas. Elas atiravam nos soldados enquanto passavam de bicicleta. Em bares da cidade, elas os seduziam, prometendo uma aventura romântica, os atraíam para um local isolado na floresta e então os matavam.
Em março de 1945, Hannie foi presa por soldados alemães enquanto contrabandeava documentos da resistência e armas em sua bicicleta. Ela foi interrogada, torturada e depois executada.

## Pós-guerra
Freddie trabalhou como membro do conselho da National Hannie Schaft Foundation, que fundou com sua irmã, Truus. Em 2014, as irmãs ganharam a Mobilisation War Cross das mãos do primeiro-ministro holandês, Mark Rutte, por seus atos de resistência durante o conflito. Uma rua em Haarlem leva o seu nome.

## Vida pessoal
Freddie casou-se com Jan Dekker, com quem teve três filhos.

## Morte
Freddie morreu aos 92 anos, em 5 de setembro de 2018, em uma casa de repouso em Driehuis.